# Férfi kajak egyes 1000 méter a 2020. évi nyári olimpiai játékokon
A 2020. évi nyári olimpiai játékokon a kajak-kenu férfi kajak egyes 1000 méteres versenyszámát 2021. augusztus 2-án és 3-án rendezték. Az aranyérmet Kopasz Bálint nyerte, Varga Ádám ezüstérmes lett.
Hesz Mihály 1968-as győzelme óta ez volt az első magyar olimpiai aranyérem, 1976 óta az első érem ezen a távon.

## Naptár
Az időpontok helyi idő szerint, zárójelben magyar idő szerint értendők.
| Dátum              | Időpont      | Forduló      |
| ------------------ | ------------ | ------------ |
| 2021. augusztus 2. | 10:21 (3:21) | Előfutamok   |
| 2021. augusztus 2. | 12:37 (5:37) | Negyeddöntők |
| 2021. augusztus 3. | 10:00 (3:00) | Elődöntők    |
| 2021. augusztus 3. | 12:12 (5:12) | Döntők       |

## Eredmények
A rövidítések jelentése a következő:
- OB: olimpiai legjobb idő

### Előfutamok
Az első két helyezett az elődöntőbe (SF) jutott, a többi versenyző a negyeddöntőbe (QF) került.

#### 1. futam
| Helyezés | Pálya | Név                 | Nemzet                                       | Idő      | Mj |
| -------- | ----- | ------------------- | -------------------------------------------- | -------- | -- |
| 1        | 5     | Josef Dostál        | Csehország (CZE)                             | 3:37,342 | SF |
| 2        | 7     | Thomas Green        | Ausztrália (AUS)                             | 3:39,492 | SF |
| 3        | 4     | Artuur Peters       | Belgium (BEL)                                | 3:41,967 | QF |
| 4        | 3     | Makszim Szpeszivcev | Az Orosz Olimpiai Bizottság versenyzői (ROC) | 3:42,888 | QF |
| 5        | 6     | Simon McTavish      | Kanada (CAN)                                 | 3:43,512 | QF |
| 6        | 2     | Kohl Horton         | Cook-szigetek (COK)                          | 4:24,679 | QF |

#### 2. futam
| Helyezés | Pálya | Név             | Nemzet                                       | Idő      | Mj |
| -------- | ----- | --------------- | -------------------------------------------- | -------- | -- |
| 1        | 5     | Kopasz Bálint   | Magyarország (HUN)                           | 3:39,084 | SF |
| 2        | 4     | Agustín Vernice | Argentína (ARG)                              | 3:40,430 | SF |
| 3        | 6     | Samuele Burgo   | Olaszország (ITA)                            | 3:43,746 | QF |
| 4        | 3     | Étienne Hubert  | Franciaország (FRA)                          | 3:45,072 | QF |
| 5        | 2     | Ali Aghamirzaei | Irán (IRI)                                   | 3:48,609 | QF |
| 6        | 7     | Roman Anoskin   | Az Orosz Olimpiai Bizottság versenyzői (ROC) | 3:50,580 | QF |

#### 3. futam
| Helyezés | Pálya | Név                     | Nemzet              | Idő      | Mj |
| -------- | ----- | ----------------------- | ------------------- | -------- | -- |
| 1        | 5     | Fernando Pimenta        | Portugália (POR)    | 3:40,323 | SF |
| 2        | 4     | Peter Gelle             | Szlovákia (SVK)     | 3:42,131 | SF |
| 3        | 3     | Jean van der Westhuyzen | Ausztrália (AUS)    | 3:46,186 | QF |
| 4        | 2     | Guillaume Burger        | Franciaország (FRA) | 3:53,241 | QF |
| 5        | 6     | Vagner Souta            | Brazília (BRA)      | 3:57,178 | QF |

#### 4. futam
| Helyezés | Pálya | Név                | Nemzet                 | Idő      | Mj |
| -------- | ----- | ------------------ | ---------------------- | -------- | -- |
| 1        | 5     | Aleh Jurenya       | Fehéroroszország (BLR) | 3:43,444 | SF |
| 2        | 4     | Bojan Zdelar       | Szerbia (SRB)          | 3:45,074 | SF |
| 3        | 3     | Lars Magne Ullvang | Norvégia (NOR)         | 3:47,253 | QF |
| 4        | 2     | Tuva'a Clifton     | Nyugat-Szamoa (SAM)    | 4:11,029 | QF |
| 5        | 6     | Amado Cruz         | Belize (BIZ)           | 4:13,080 | QF |

#### 5. futam
| Helyezés | Pálya | Név                     | Nemzet                            | Idő      | Mj |
| -------- | ----- | ----------------------- | --------------------------------- | -------- | -- |
| 1        | 4     | Jacob Schopf            | Németország (GER)                 | 3:39,504 | SF |
| 2        | 2     | Varga Ádám              | Magyarország (HUN)                | 3:39,650 | SF |
| 3        | 5     | Csang Tung (Zhang Dong) | Kína (CHN)                        | 3:40,955 | QF |
| 4        | 3     | Saeid Fazloula          | Menekültek olimpiai csapata (EOR) | 3:52,631 | QF |
| 5        | 6     | Mohamed Mrabet          | Tunézia (TUN)                     | 4:02,148 | QF |

### Negyeddöntők
Az első két helyezett az elődöntőbe (SF) jutott.

#### 1. negyeddöntő
| Helyezés | Pálya | Név                     | Nemzet                                       | Idő      | Mj |
| -------- | ----- | ----------------------- | -------------------------------------------- | -------- | -- |
| 1        | 3     | Makszim Szpeszivcev     | Az Orosz Olimpiai Bizottság versenyzői (ROC) | 3:44,136 | SF |
| 2        | 5     | Csang Tung (Zhang Dong) | Kína (CHN)                                   | 3:44,269 | SF |
| 3        | 2     | Vagner Souta            | Brazília (BRA)                               | 3:52,402 |    |
| 4        | 6     | Ali Aghamirzaei         | Irán (IRI)                                   | 3:52,834 |    |
| 5        | 4     | Tuva'a Clifton          | Nyugat-Szamoa (SAM)                          | 4:21,301 |    |
| 6        | 7     | Kohl Horton             | Cook-szigetek (COK)                          | 4:39,138 |    |

#### 2. negyeddöntő
| Helyezés | Pálya | Név              | Nemzet                                       | Idő      | Mj |
| -------- | ----- | ---------------- | -------------------------------------------- | -------- | -- |
| 1        | 4     | Artuur Peters    | Belgium (BEL)                                | 3:45,712 | SF |
| 2        | 5     | Samuele Burgo    | Olaszország (ITA)                            | 3:45,993 | SF |
| 3        | 2     | Roman Anoskin    | Az Orosz Olimpiai Bizottság versenyzői (ROC) | 3:46,576 |    |
| 4        | 6     | Simon McTavish   | Kanada (CAN)                                 | 3:52,467 |    |
| 5        | 3     | Guillaume Burger | Franciaország (FRA)                          | 3:52,817 |    |
| 6        | 7     | Amado Cruz       | Belize (BIZ)                                 | 4:15,262 |    |

#### 3. negyeddöntő
| Helyezés | Pálya | Név                     | Nemzet                            | Idő      | Mj |
| -------- | ----- | ----------------------- | --------------------------------- | -------- | -- |
| 1        | 4     | Jean van der Westhuyzen | Ausztrália (AUS)                  | 3:46,104 | SF |
| 2        | 5     | Étienne Hubert          | Franciaország (FRA)               | 3:46,274 | SF |
| 3        | 3     | Lars Magne Ullvang      | Norvégia (NOR)                    | 3:49,830 |    |
| 4        | 2     | Saeid Fazloula          | Menekültek olimpiai csapata (EOR) | 3:52,614 |    |
| 5        | 6     | Mohamed Mrabet          | Tunézia (TUN)                     | 3:56,325 |    |

### Elődöntők
Az első négy helyezett az A-döntőbe (FA), a többi versenyző a B-döntőbe (FB) került.

#### 1. elődöntő
| Helyezés | Pálya | Név                     | Nemzet              | Idő      | Mj     |
| -------- | ----- | ----------------------- | ------------------- | -------- | ------ |
| 1        | 5     | Kopasz Bálint           | Magyarország (HUN)  | 3:24,558 | OB, FA |
| 2        | 4     | Josef Dostál            | Csehország (CZE)    | 3:25,387 | FA     |
| 3        | 3     | Jacob Schopf            | Németország (GER)   | 3:25,586 | FA     |
| 4        | 1     | Csang Tung (Zhang Dong) | Kína (CHN)          | 3:26,246 | FA     |
| 5        | 7     | Artuur Peters           | Belgium (BEL)       | 3:26,773 | FB     |
| 6        | 8     | Étienne Hubert          | Franciaország (FRA) | 3:27,319 | FB     |
| 7        | 2     | Peter Gelle             | Szlovákia (SVK)     | 3:28,255 | FB     |
| 8        | 6     | Bojan Zdelar            | Szerbia (SRB)       | 3:29,525 | FB     |

#### 2. elődöntő
| Helyezés | Pálya | Név                     | Nemzet                                       | Idő      | Mj     |
| -------- | ----- | ----------------------- | -------------------------------------------- | -------- | ------ |
| 1        | 5     | Fernando Pimenta        | Portugália (POR)                             | 3:22,942 | FA, OB |
| 2        | 2     | Varga Ádám              | Magyarország (HUN)                           | 3:23,634 | FA     |
| 3        | 3     | Thomas Green            | Ausztrália (AUS)                             | 3:24,612 | FA     |
| 4        | 6     | Agustín Vernice         | Argentína (ARG)                              | 3:24,734 | FA     |
| 5        | 8     | Samuele Burgo           | Olaszország (ITA)                            | 3:25,673 | FB     |
| 6        | 4     | Aleh Jurenya            | Fehéroroszország (BLR)                       | 3:27,323 | FB     |
| 7        | 7     | Makszim Szpeszivcev     | Az Orosz Olimpiai Bizottság versenyzői (ROC) | 3:27,372 | FB     |
| 8        | 1     | Jean van der Westhuyzen | Ausztrália (AUS)                             | 3:28,287 | FB     |

### Döntők

#### B-döntő
| Helyezés | Pálya | Név                     | Nemzet                                       | Idő      | Mj |
| -------- | ----- | ----------------------- | -------------------------------------------- | -------- | -- |
| 9        | 4     | Samuele Burgo           | Olaszország (ITA)                            | 3:26,169 |    |
| 10       | 5     | Artuur Peters           | Belgium (BEL)                                | 3:26,781 |    |
| 11       | 8     | Jean van der Westhuyzen | Ausztrália (AUS)                             | 3:26,955 |    |
| 12       | 6     | Aleh Jurenya            | Fehéroroszország (BLR)                       | 3:27,190 |    |
| 13       | 2     | Makszim Szpeszivcev     | Az Orosz Olimpiai Bizottság versenyzői (ROC) | 3:27,909 |    |
| 14       | 7     | Peter Gelle             | Szlovákia (SVK)                              | 3:28,240 |    |
| 15       | 3     | Étienne Hubert          | Franciaország (FRA)                          | 3:31,553 |    |
| 16       | 1     | Bojan Zdelar            | Szerbia (SRB)                                | 3:31,689 |    |

#### A-döntő
| Helyezés | Pálya | Név                     | Nemzet             | Idő      | Mj |
| -------- | ----- | ----------------------- | ------------------ | -------- | -- |
| Arany    | 5     | Kopasz Bálint           | Magyarország (HUN) | 3:20,643 | OB |
| Ezüst    | 6     | Varga Ádám              | Magyarország (HUN) | 3:22,431 |    |
| Bronz    | 4     | Fernando Pimenta        | Portugália (POR)   | 3:22,478 |    |
| 4        | 7     | Jacob Schopf            | Németország (GER)  | 3:22,554 |    |
| 5        | 3     | Josef Dostál            | Csehország (CZE)   | 3:26,610 |    |
| 6        | 1     | Csang Tung (Zhang Dong) | Kína (CHN)         | 3:28,103 |    |
| 7        | 2     | Thomas Green            | Ausztrália (AUS)   | 3:28,360 |    |
| 8        | 8     | Agustín Vernice         | Argentína (ARG)    | 3:28,503 |    |